# Жанасемейский район
Жанасемейский район (каз. Жаңасемей ауданы) — административно-территориальная единица в составе Семипалатинского округа, Восточно-Казахстанской и Семипалатинской областей, существовавшая в 1928—1930, 1938—1957 и 1966—1996 годах. С 2024 года — в составе Абайской области Казахстана.

## История
Впервые Жанасемейский район был образован в 1928 году в составе Семипалатинского округа. В 1930 году он был упразднён.
4 февраля 1938 года Жанасемейский район был восстановлен в составе Восточно-Казахстанской области. В его состав вошли Багинский, Балтатаракский, Глуховский, Дельбегетейский, Знаменский, Иртышский, Карповский, Климентьевский, Коконский, Коргамбаевский, Муратовский, Озерский, Старо-Семипалатинский, Талицкий, Тепкашинский, Чарский, Чебундинский и Эбетейский сельские советы.
14 октября 1939 года Жанасемейский район был включён в состав Семипалатинской области. 16 октября того же года Дельбегетейский, Карповский и Коргамбаевский сельсоветы были переданы в Чарский район.
К 1 января 1945 года в состав района входили Багинский, Балтатаракский, Глуховский, Жиеналинский, Жана-Семейский, Знаменский, Иртышский, Климентьевский, Коконский, Муратовский, Озерский, Старо-Семипалатинский, Талицкий, Тепкашинский, Чарский, Чебундинский и Эбетейский сельсоветы.
10 июня 1948 года из Майского района Павлодарской области в Жанасемейский район были переданы Ушашинский, Байуакский и Кельменбетовский сельсоветы.
В 1950 году упразднён Кельменбетовский сельсовет. Образован Жиландинский сельсовет.
В 1954 году Ушашинский сельсовет был присоединён к Байуакскому сельсовету, Жиландинский — к Багинскому, Старо-Семипалатинский — к Глуховскому, Балтатаракский — к Иртышскому, Талицкий — к Чарскому, Эбетейский — к Чебундинскому.
В 1957 году Климентьевский, Чебундинский и Чарский сельсоветы были объединены в Ново-Баженовский сельсовет.
11 ноября 1957 года Жанасемейский район был упразднён. Его территория была разделена между Новопокровским и Чарским районами.
31 января 1966 года Жанасемейский район был восстановлен. В его состав вошли Ново-Баженовский сельсовет и Суык-Булакский поселковый совет Жарминского района; Знаменский сельсовет Абайского района; Глуховский и Жиеналинский сельсоветы Бескарагайского района; Зубаировский, Иртышский, Ново-Покровский, Петропавловский, Семейтауский и Тепкашинский сельсоветы Бородулихинского района.
В 1967 году Тепкашинский сельсовет был переименован в Озерский сельсовет.
В 1968 году из Жарминского района в Жанасемейский были переданы Дельбегетейский и Карасуйский сельсоветы. Образован Приречный сельсовет. Упразднён Семейтауский сельсовет.
В 1972 году Дельбегетейский и Карасуйский сельсоветы, а также Суык-Булакский поселковый совет были переданы в Чарский район.
В 1974 году образован Березовский поселковый совет.
В 1981 году образован Жазыкский сельсовет, в 1982 — Булакский сельсовет, в 1985 — Достыкский сельсовет, в 1992 — Жаркынский сельсовет.
20 августа 1996 года Жанасемейский район был упразднён, а его территория разделена между городом Семипалатинском, Бескарагайским и Бородулихинским районами.
С 1 января 2024 года район был вновь образован в составе Абайской области с административным центром на территории города Семея путём выделения из состава города Семея Абралинского, Айнабулакского, Акбулакского, Алгабасского, Иртышского, Новобаженовского, Озерского, Приречного, Жиеналинского, Достыкского, Караоленского, Кокентауского сельских округов и поселков Шульбинска, Чагана.

## Известные люди
- Аманов, Тулеубай Идрисулы (1923—1978) — казахский ученый, доктор физико-математических наук (1967), профессор (1969), член-корреспондент АН Казахстана (1972) родился в селе Курманкожа Жанасемейского района.